# Kaena, la prophétie
Kaena, la prophétie és una pel·lícula d'animació per adults de fantasia i aventures de 2003. produïda per Xilam.
Chris Delaporte va començar a treballar en la pel·lícula el 1995 després de marxar a l'empresa Amazing Studio d'Éric Chahi a mig camí del desenvolupament de l'únic joc de l'estudi Heart of Darkness. Originalment pensat com un videojoc, el projecte es va convertir en una pel·lícula. No obstant això, es va produir un videojoc vinculat.
Kaena es va estrenar en cinemes a França per BAC Films el 4 de juny de 2003, i més tard va ser doblada a l'anglès, amb Destination Films encarregant-se de la distribució als Estats Units. El doblatge a l'anglès inclou les veus de Kirsten Dunst, Richard Harris (en el seu últim paper abans de la seva mort), Anjelica Huston, Keith David i Ciara Janson. The film received generally negative reviews from critics, who criticized its story, although its animation was praised.

## Argument
La pel·lícula comença amb un vaixell alienígena que aterra en un planeta desert. Els supervivents alienígenes, coneguts com a Vecarians, són ràpidament assassinats pels habitants nadius depredadors del planeta, els selenites. El nucli de la nau, Vecanoi, sobreviu, i d'ell brota Axis, un arbre massiu que arriba a l'espai.
600 anys més tard, una raça d'arbres semblants als humans ha evolucionat vivint a les branques d'Axis. Una d'elles, una adolescent anomenada Kaena (amb la veu de Kirsten Dunst), és una somiadora aventurera que desitja explorar el món més enllà dels confins del seu poble. La curiositat de Kaena s'oposa com a heretgia per part de l'ancià del poble, que ordena al seu poble que es mantingui productiu i treballi pels déus del poble (que són, sense que ells ho sàpiguen, els selenites que viuen al planeta de sota).
Dirigida pels somnis profètics d'un món amb un sol blau i aigua abundant, Kaena finalment desafia el vell i puja al cim de l'Axis. Allà, es troba amb l'antic alienígena Opaz (amb la veu de Richard Harris), l'últim supervivent de la raça Vecariana que es va estavellar al planeta fa segles. Opaz ha utilitzat la seva tecnologia per fer evolucionar una raça de cucs intel·ligents per servir-lo i ajudar-lo a escapar del planeta. En conèixer els somnis de Kaena, Opaz demana la seva ajuda per recuperar en Vecanoi, que conté la memòria col·lectiva del seu poble.
No obstant això, Vecanoi roman a la base d'Axis, on habiten els selenites. La Reina dels Selenites (amb la veu d'Anjelica Huston) culpa a Vecanoi de la destrucció del seu planeta, i ha passat la major part de la seva vida (i sacrificant el futur del seu poble) intentant destruir-lo.

## Repartiment

### Repartiment francès
- Cécile de France com a Kaena
- Michael Lonsdale com a Opaz
- Victoria Abril com la reina
- Jean Piat com el sacerdot

### Repartiment anglès
- Kirsten Dunst com a Kaena
- Richard Harris com a Opaz
- Anjelica Huston com a reina dels selenites
- Keith David com a Voxem
- Michael McShane com Assad
- Greg Proops com a Gommy
- Tom Kenny com a Zehos
- Tara Strong com a Essy
- Dwight Schultz com a Ilpo
- John DiMaggio com a Enode
- Ciara Janson com a Kamou, Roya
- Jennifer Darling com a Reya
- Cornell John com a Demok
- Gary Martin com a The Priest
- William Attenborough com a Sambo

## Producció
El projecte va començar com un videojoc l'any 1995. La tripulació no va desenvolupar el seu propi programari. En comptes d'això, van utilitzar eines ja existents com Alienbrain i la versió 2.5 de renderització de 3ds Max.

## Recepció
Kaena va ser un fracàs de taquilla i va obtenir ressenyes molt negatives. The New York Times, Entertainment Weekly, The L.A. Times i The Boston Globe van dir plegats que era sense vida i avorrit amb una trava molt enrevessada. Hi va haver comparacions poc afavoridores amb una pel·lícula d'animació francesa molt millor rebuda, Les Triplettes de Belleville, i la pel·lícula CG igualment sense èxit Final Fantasy: The Spirits Within. No obstant això, alguns van admirar les imatges. Les proporcions del personatge principal van fer comparacions amb Lara Croft.
A Rotten Tomatoes, la pel·lícula té una puntuació d'aprovació del 7% basada en 30 crítiques, amb una valoració mitjana de 3,90/10. El consens crític del lloc diu: "Tot i que Kaena, la prophétie és visualment inventiva, la seva història és incoherent, derivativa i avorrida." A Metacritic, la pel·lícula té una puntuació de 40 sobre 100 basada en 15 crítics, que indica "crítiques mixtes o mitjanes".